# Pyramidelloides pagoda
Pyramidelloides pagoda är en snäckart som först beskrevs av Powell 1926.  Pyramidelloides pagoda ingår i släktet Pyramidelloides och familjen Eulimidae. Inga underarter finns listade i Catalogue of Life.